# حداثة سلوكية
الحداثة السلوكية هو مصطلح يستخدم في علم الإنسان وعلم الآثار وعلم الاجتماع للإشارة إلى مجموعة من السمات التي تميز البشر المعاصرين وأسلافهم عن الرئيسيات وأنساب أسلاف الإنسان التي تعرضت للانقراض. إنها تلك النقطة التي بدأت عندها الأجناس العاقلة المتماثلة في إظهار اعتمادها على الفكر الرمزي والتعبير عن الإبداع الثقافي. ويعتقد في الغالب أن هذه التطورات مقترنة بـ أصل اللغة.
هناك نظريتان تتعلقان بتوقيت ظهور السلوك البشري الحديث. تقول إحدى هاتين النظريتين إن الحداثة السلوكية ظهرت كحدث مفاجئ منذ حوالي 50 ألف عام مضت في فترة ما قبل التاريخ، ربما نتيجة طفرة جينية كبيرة أو نتيجة إعادة تنظيم بيولوجي للعقل أدت إلى ظهور اللغات الطبيعية للبشر المعاصرين. ويشير أنصار هذه النظرية إلى هذا الحدث على أنه القفزة العظيمة للأمام أو ثورة العصر الحجري القديم العلوي.
أما النظرية الثانية فتقول إنه لم يكن هناك أبدًا أي ثورة تقنية أو معرفية. ويقول أنصار هذه النظرية إن السلوك البشري المعاصر هو نتيجة التراكم التدريجي للمعارف والمهارات والثقافات على مدار مئات السنوات من التطور البشري. ومن بين أنصار هذه النظرية ستيفن أوبنهايمر (Stephen Oppenheimer) في كتابه الخروج من الجنة (Out of Eden) وجون سكويلز (John Skoyles) ودوريون ساجان (Dorion Sagan) في كتابهما التطور من التنين: تطور الذكاء البشري (Up from Dragons: The evolution of human intelligence).

## التعريف
تتم ملاحظة السلوك البشري الحديث في الكليات الثقافية التي تعد بمثابة عناصر رئيسية مشتركة بين كل مجموعات البشر عبر تاريخ البشرية. ومن بين العناصر التي يمكن اعتبارها بمثابة كليات ثقافية اللغة والدين والفن والموسيقى وعلم الأساطير والطهي والألعاب والنكات. في حين أن بعض هذه السمات تميز الأجناس العاقلة المتجانسة عن الأجناس الأخرى في درجة نطقها في الثقافة المعتمدة على اللغات، وبعضها له نظائر في أخلاقيات الحيوانات. حيث إن الكليات الثقافية موجودة في كل الثقافات بما في ذلك بعض المجموعات من السكان الأصليين، ويعتقد العلماء أن هذه السمات يجب أن تكون قد تطورت أو ظهرت في أفريقيا قبل الهجرة والخروج.
وتشتمل الأدلة التي يمكن الوصول إليها من الناحية الأثرية للحداثة السلوكية على ما يلي::
- الأدوات المصنوعة بدقة متناهية
- الصيد
- الأدلة التي تشير إلى التبادل على مسافات بعيدة أو المقايضة بين المجموعات
- الاستخدام النظامي لـ الأصباغ (مثل لون أكسيد الرصاص) والجواهر من أجل التزيين أو تزيين الذات
- الفن التصويري (رسوم الكهوف ونقوش ما قبل التاريخ والتماثيل)
- الألعاب والموسيقى
- طهي الطعام وتتبيله بدلاً من تناوله نيئًا
- الدفن

هناك تعريف مقتضب بشكل أكبر وهو الكلمات التي تبدأ بحرف B والتي تشير إلى السلوك وهي: blades (الشفرات) وbeads (الخرز) وburials (عمليات الدفن) وbone toolmaking (عمل الأدوات من العظام) وbeauty (التجميل).

## التوقيت
إن تحديد ما إذا كان السلوك الحديث قد ظهر كحدث مفرد أو بشكل متدرج يعد موضوعًا محلاً للجدل والنقاش.

### القفزة العظيمة للأمام
ويقول أنصار هذه النظرية إن القفزة العظيمة للأمام حدثت في وقت ما بين 50-40 كيا في أفريقيا أو أوروبا. وهم يقولون إن البشر الذين عاشوا قبل 50 كيا كانوا بدائيين من الناحية السلوكية ولا يمكن تمييزهم عن أسلاف الإنسان الأخرى التي تعرضت للانقراض مثل البشر البدائيين أو الإنسان المنتصب. ويبني أنصار وجهة النظر هذه أدلتهم على توافر مصنوعات أثرية معقدة، مثل الأعمال الفنية والأدوات المصنوعة من العظام، من العصر الحجري القديم العلوي، والتي تظهر في سجل الحفريات بعد 50 كيا. وهم يقولون إن مثل هذه المصنوعات لا تظهر في سجل الحفريات قبل 50 كيا، مما يشير إلى أن أسلاف الإنسان الأوائل افتقدوا إلى المهارات المعرفية اللازمة لإنتاج مثل هذه المصنوعات.
يقول جارد دايموند أن البشر من ثقافات العصر الحجري القديم الأسفل والموستيري عاشوا في ركود واضح، حيث لم يتعرضوا إلا لتغييرات ثقافية ضئيلة. وتبع ذلك ازدهار مفاجئ لصنع الأدوات الدقيقة والأسلحة المتطورة والنحت وطلاء الكهوف وحلي الجسم والتجارة على مسافات بعيدة. وقد انتشر البشر كذلك في بيئات غير مؤهولة حتى الآن، مثل أستراليا ومنطقة أوراسيا الشمالية.
وقد تزامنت القفزة العظيمة للأمام مع انقراض البشر البدائيون، وقد اُقترح أن تفاعل إنسان العصر الحجري العلوي في أوروبا (Cro-Magnon) مع البشر البدائيين كان هو السبب وراء هذا الانقراض.
وبموجب هذا النموذج، فإن ظهور البشر المعاصرين تشريحيا يسبق ظهور البشر المعاصرين سلوكيًا بما يزيد على 100 كيا.

### نظرية الاستمرارية

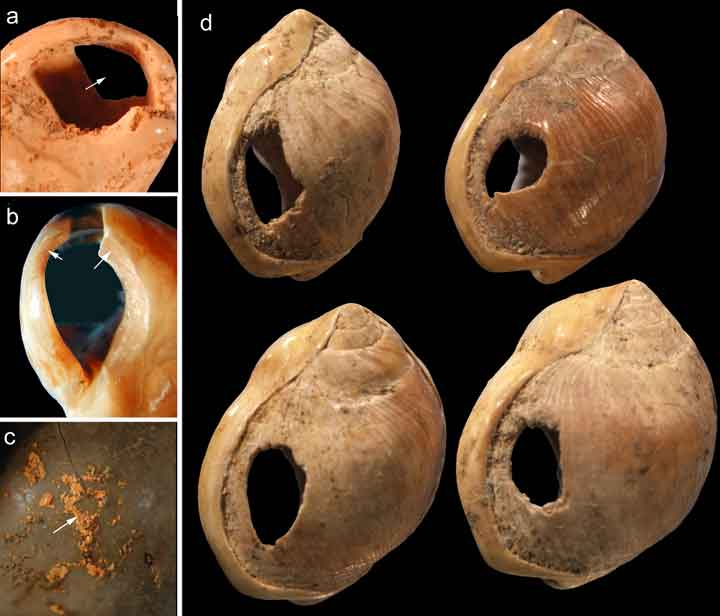
خرز من صدف Nassarius kraussianus من مستويات قدم تصل إلى 75,000 عام في كهف بلومبوس أ) تم عمل الفتحة باستخدام أدوات من العظام

يقول مؤيدو نظرية الاستمرارية أنه لا يوجد تغيير جيني أو بيولوجي يكون مسئولاً عن ظهور السلوك المعاصر. وهم يؤكدون أن السلوك البشري المعاصر ناجم عن التطور الاجتماعي والثقافي والاجتماعي والبيولوجي الذي يحدث على مدار مئات الآلاف من السنوات. ومن الأمثلة الشهيرة المماثلة الثورة الصناعية، التي تجمع فيها تغييرات جذرية في الأفكار المتراكمة من أجل تغيير سلوك البشر وأسلوب حياتهم بشكل كبير في مائة عام أو ما إلى ذلك فقط، رغم عدم وجود أي تغيير في البيولوجيا أو التشريح.
ويبني أنصار نظرية الاستمرارية تأكيداتهم على الأدلة الواردة من أوجه السلوك المعاصر التي يمكن أن نراها في العصر الحجري الأوسط (تقريبًا 250 - 50 كيا) في مجموعة من المواقع في إفريقيا والشرق. على سبيل المثال، فإن طقوس الدفن مع بعض أدوات القبور في قفزيه والتي ترجع إلى العصر الحجري الأوسط (MSA) تعود إلى 90 كيا. وقد تمت ملاحظة استخدام الصبغات في العديد من مواقع العصر الحجري الأوسط في إفريقيا وهي تعود إلى أكثر من 100 كيا.
ويعتقد المؤمنون بنظرية الاستمرارية أن ما يبدو على أنه عبارة عن تطور تقني في بداية العصر الحجري القديم العلوي هو في الأغلب نتيجة لزيادة التبادل التجاري الناجم عن تنامي تعداد السكان[بحاجة لمصدر]. كما يقول بعض المؤيدين لنظرية الاستمرارية أن تسارع وتيرة التطور الثقافي أثناء مرحلة العصر الحجري القديم العلوي ربما نجم عن ظروف بيئية معاكسة مثل الجفاف الناجم عن الماكسيما (maxima) الجليدية. كما أنهم يجادلون كذلك قائلين أن الحداثة التشريحية تسبق الحداثة السلوكية، ذاكرين أن التغييرات الحادثة في التشريح البشري والتغييرات السلوكية حدثت بشكل متدرج. ويقال أن ما عثر عليه كورتيس ماريان (Curtis Marean) وزملاؤه فيما يتعلق بالصيد والسلوكيات الرمزية والتي تعود إلى 164,000 عام من قبل على ساحل إفريقيا الجنوبي تدعم هذا التحليل.